# Glifosat
Glifosat (N-(fosfonometil) glicin) je sistemski herbicid širokega spektra, ki se uporablja za uničevanje plevela, predvsem letnega širokolistnega plevela in trave, ki tekmuje s komercialnimi posevki po vsem svetu. Herbicid je leta 1970 odkril kemik John E. Franz, zaposlen v podjetju Monsanto. Monsanto je herbicid dal na trg leta 1970 pod imenom Roundup; zadnji komercialno pomemben patent Monsanta v ZDA je potekel leta 2000.
Glifosat so kmetje hitro sprejeli, še toliko bolj, ko je Monsanto ponudil proti glifosatu odporna semena, ki so pridelovalcem omogočila uničevati plevel brez škode za pridelek. Leta 2007 je bil glifosat v ZDA najbolj uporabljen herbicid v kmetijstvu (820.000–840.000 ton) in na drugem mestu (za 2,4-D) po porabi za dom in vrt, industrijo, trgovino in državna podjetja. Do leta 2016 so od začetkov v sedemdesetih letih prejšnjega stoletja vrste rabe in porabljene količine herbicidov na osnovi glifosata porasle stokrat; pričakovati je, da bo prišlo do nadaljnje rasti, delno kot odgovor na pojav in širjenje proti glifosatu odpornega plevela po vsem svetu.:1
Glifosat se absorbira skozi liste rastline - le minimalno prek njenih korenin  -, nato pa se prenaša na točke, kjer rastlina raste. Glifosat deluje kot herbicid, ker v rastlinah zavira encim, vpleten v sintezo aromatskih aminokislin tirozina, triptofana in fenilalanina. Zaradi tega načina delovanja učinkuje samo na aktivno rastoče rastline; kot herbicid pred vznikom ni uspešen. vse večje število poljščin je genetsko spremenjenih tako, da so odporne proti glifosatu (npr. t.i Roundup Ready soja, ki omogoča kmetu zatirati z glifosatom plevel tudi, ko je sem enkrat vzniklo. Razvoj odpornosti proti glifosatu v vrstah plevela postaja vse bolj resen in drag problem. Uporabo glifosata in pripravkov na njegovi osnovi, kot je Roundup, so sicer kontrolni organi po vsem svetu v veliki meri odobrili, vendar pomisleki zaradi posledic za ljudi in okolje ne ponehajo.
Številne zakonodajne in znanstvene ocene so ugotavljale relativno toksičnost glifosata kot herbicida. Nemški Zvezni inštitut za oceno tveganj (Bundesinstitut für Risikobewewertung) je leta 2013 objavil toksikološko študijo, v kateri navaja, da so »dostopni podatki protislovni in še zdaleč niso prepričljivi«, kar se tiče korelacije med izpostavljenostjo pripravkom na osnovi glifosata in tveganjem za različne vrste raka, kot je na primer ne-Hodgkinov limfom (NHL). Meta analiza, objavljena leta 2014, je ugotovila povečano tveganje za NHL pri delavcih, ki so izpostavljeni pripravkom glifosata. Marca 2015 je Mednarodna agencija za raziskave raka Svetovne zdravstvene organizacije na temelju epidemioloških raziskav, poskusov na živalih in poskusov in vitro glifosat razvrstila med snovi, ki so »verjetno rakotvorne za ljudi« (kategorija 2A). Novembra 2015 je Evropska agencija za varnost hrane objavila posodobljeno poročilo o glifosatu, v katerem ugotavlja, da »glifosat verjetno ni genotoksičen (to je škodljiv za DNA) ali da bi bil rakotvoren in zato nevaren za ljudi.« Poleg tega je končno poročilo osvetlilo dejstvo, da sicer obstajajo pripravki na osnovi glifosata, ki so lahko da rakotvorni, da pa raziskave, «ki so se ukvarjale izključno z učinkovino glifosat, tega učinka ne kažejo». Maja 2016 so na skupni seji FAO in WHO na temo ostankov pesticidov ugotovili, da » za ljudi izpostavljenost glifosatu prek prehrane verjetno ne bo predstavljala nevarnosti za nastanek raka« tudi pri odmerkih nad 2000 mg / kg telesne mase peroralno. Sistematični pregledni članek, ki ga je financiralo podjetje Monsanto in je bil objavljen septembra 2016, ni našel nobene podpore za vzročno zvezo med izpostavljenostjo glifosatu in tveganjem za NHL ali multipli mielom

## Odkritje
Glifosat je leta 1950 prvič sintetiziral švicarski kemik Henry Martin, zaposlen v švicarskem podjetju Cilag. Delo ni bilo nikoli objavljeno. Podjetje Stauffer Chemical je leta 1964 učinkovino patentiralo kot kemično sredstvo za vezavo in odstranjevanje mineralov, kot so kalcij, magnezij, mangan, baker in cink.
Glifosat je neodvisno odkril Monsanto leta 1970. Kemiki podjetja so pri iskanju novih sredstev za mehčanje vode sintetizirali okoli 100 analogov aminometilfosfonske kisline. Pri dveh različicah so ugotovili šibko herbicidno dejavnost, zato se je John E. Franz, eden od kemikov podjetja Monsanto, lotil raziskovanja analogov z močnejšim herbicidnim učinkom. Glifosat je bil tretji analog, ki ga je Franz sintetiziral.:1–2 
Glifosat so nekateri strokovnjaki zaradi širokega spektra in nizke toksičnosti za živali v primerjavi z drugimi herbicidi označili kot »praktično idealen« herbicid. Revija Pesticides News je objavila, da »gre za dobrodošel korak proč od kemikalij, ki so visoko strupene za ljudi in druge organizme, ki niso njihov cilj, ter proč od kemičnih snovi, ki neposredno in trajno škodijo okolju«, hkrati pa je opozorila na nevarnost njegove pretirane uporabe in neželenih učinkov na ogrožene rastlinske vrste. Franz je za svoja odkritja leta 1987 prejel Medaljo ZDA za tehnološke dosežke, leta 1990 pa Perkinovo medaljo za uporabno kemijo leta 1990. V letu 2007 so Franzu podelili mesto v Državni dvorani slavnih izumiteljev.

## Kemija
Glifosat je aminofosfonski analog glicina, naravne aminokisline; ime je okrajšava iz imen obeh sestavin: gli(cin) fos(fon)at. Molekula vsebuje več vodikov, ki lahko disociirajo, zlasti prvi vodik fosfatne skupine. Molekula obstaja pretežno v obliki iona dvojčka, pri čemer fosfonski vodik disociira in se veže na aminsko skupino. Topnost glifosata pri sobni temperaturi je 12 g/L.
PCl3 + H2CO → Cl2P(=O)-CH2Cl
Cl2P(=O)-CH2Cl + 2 H2O → (HO)2P(=O)-CH2Cl + 2 HCl
(HO)2P(=O)-CH2Cl + H2N-CH2-COOH → (HO)2P(=O)-CH2-NH-CH2-COOH + HCl

### Industrijska sinteza
Obstajata dva pristopa industrijske sinteze glifosata. Pri prvem se sinteza začne z iminodiocetno kislino, ki se lahko tvori z reakcijo med kloroocetno kislino ter amonijakom in kalcijevim hidroksidom, Ca(OH)2, ter acidifikacijo nastale soli, tj. kalcijevega iminodiacetata. Iminodiocetni kislini se doda fosforjeva in klorovodikova kislina (obe se lahko pripravi iz fosforjevega triklorida, PCl3), pri čemer najprej steče modificirana Mannichova reakcija, nazadnje pa še oksidacija produkta.
Pri drugem načinu sprva pride do reakcije med glicinom in paraformaldehidom v organskem topilu (kot sta npr. trietilamin ali metanol), pri čemer nastane bishidroksimetilglicin, nato pa se doda še dimetil fosfit. Slednji reagira s klorovodikovo kislino, pri čemer se hidroksimetilna skupina odcepi od dušikovega atoma, segrevan je pa pospeši hidrolizo obeh fosfatnih estrskih vezi.
Ta sintetični pristop je odogovoren za velik delež proizvodnje glifosata na Kitajskem, pri čemer je bilo veliko dela vloženega v recikliranje trietilamina in metanola.. Napredek je bil dosežen tudi pri poskusu, da bi popolnoma odpravili potrebo po trietilaminu.
Glavna pot deaktivacije je hidroliza v aminometilfosfonsko kislino (AMPA).

### Biokemija
Glifosat ubija rastline in številne bakterije, ker moti sintezo aromatskih aminokislin tirozina, triptofana in fenilalanina. Mehanizem temelji na onemogočanju encima 5-enolpiruvilšikimat-3-fosfat sintaze (EPSPS), ki katalizira reakcijo piruvilšikimat-3-fosfata (S3P) in fosfoenolpiruvata, pri kateri se tvori 5-enol piruvilšikimat-3-fosfat (EPSP).
EPSP se nato defosforilira v korizmat, ki je poglaviten predhodnik zgoraj navedenih aminokislin. Rastline te aminokisline potrebujejo za tvorbo beljakovin in drugotnih presnovkov, kot so folati, ubikinoni in naftokinon. 
Rentgenske kristalografske študije glifosata in EPSPS kažejo, da glifosat zasede vezavno mesto za fosfoenolpiruvat, oponašajoč pri tem vmesno stanje ternarnega kompleksa encimskih substratov.
Glifosat zavira encime EPSPS različnih vrst rastlin in mikrobov na različnih ravneh. EPSPS proizvajajo samo rastline in mikrobi. Gena zanj v genomu sesalcev ni. Mikroflora nekaterih živali vsebuje EPSPS. Glifosat se absorbira skozi listje in v manjši meri skozi korenine. Zaradi tega načina delovanja učinkuje samo na aktivno rastoče rastline; kaljenja semen ne preprečuje.

### Analitika
Zaradi visoke polarnosti je glifosat in njegov najpomembnejši metabolit AMPA s tekočinsko kromatografijo težko ločiti. Po ISO 21458 se zato obdela s Fmoc. Nastale derivate je mogoče zaznati s pomočjofluorescence 
. Moderne metode uporabljajo tekočinsko kromatografijo a Tandem masno spektroskopijo (LC-MS/MS) vor.

## Usoda v okolju
Glifosat tla močno vsrkavajo, njegovi ostanki v tleh pa naj bi bili negibljivi. Podtalne in površinske vode onesnažuje v omejenem obsegu. Mikrobi v tleh glifosat hitro razgradijo v aminometilfosfonsko kislino (AMPA). Širjenje glifosata in AMPA v talne vode zaradi njunih močnih adsorpcijskih lastnosti ni verjetno. Kljub temu lahko onesnaži površinske vode zaradi adsorpcije na suspendirane delce v vodi, kot se to pojavi npr. pri eroziji tal. Po močnem deževju lahko pride do izpiranja pred kratkim nanesenega herbicida. Če glifosat pride v površinsko vodo, se v stiku z vodo ali na soncu ne razgrajuje zlahka.
Razpolovna doba glifosata v tleh je med 2 in 197 dnevi; razpolovna doba, realistična za kmetijske površine, naj bi bila 47 dni. Talne in podnebne razmere vplivajo na obstojnost glifosata v tleh. Median razpolovne dobe glifosata v vodi je spremenljiv, od nekaj dni do 91 dni. Na eni merilni točki v Teksasu je razpolovna doba bila zgolj tri dni. V Iowi so na enem od mest izmerili razpolovno dobo 141 dni. Prisotnost glifosatovega presnovka AMPA so v švedskih gozdnih tleh dokazali tudi po dveh letih od uporabe glifosata. Obstojnost AMPA je bilo v tem primeru pripisati dejstvu, da so tla bila večino leta zamrznjena. Adsorpcija in kasnejše sproščanje glifosata v tleh je odvisno od vrste tal. Študija adsorpcije pripravka RoundUpa iz leta 2009 je pokazala, da absorpcija v rastlinah zakasni kasnejšo razgradnjo pesticida v tleh od dva- do šestkrat.
Po podatkih Informacijskega centra ZDA glifosat ni vključen v seznam spojin, ki ga vodi Uprava za hrano in zdravila (FDA) v programu za nadzor nad ostanki pesticidov, prav tako ni vključen v program podatkov o pesticidih ministrstva za kmetijstvo. Terenske raziskave so sicer pokazale, da so ostanki glifosata prisotni v solati, korenju in ječmenu do enega leta po obdelavi tal s 4,15 kg glifosata na hektar polja.

## Uporaba
Glifosat učinkovito uničuje široko paleto rastlin, med drugim trave, širokolistnice in lesnate rastline. V ZDA je eden od najpogosteje uporabljenih herbicidov.
Po količini je eden od najpogosteje uporabljanih sredstev proti plevelu. Leta 2007 je bil glifosat najpogosteje uporabljan herbicid v poljedelstvu ZDA, 180 do 185 milijonov funtov (82.000 do 84.000 metrskih ton), za domačo rabo in vrtnarstvo je šlo 5 do 8 milijonov funtov (2.300 do 3.600 metrskih ton) in država je porabila 13 do 15 milijonov funtov (5.900 do 6.800 metrskih ton) za industrijo in prodajo. Pogosto se uporablja v kmetijstvu, vrtnarjenju, vinogradništvu, gozdarstvu in na domačih vrtovih. Ima relativno majhen vpliv na nekatere vrste detelje.
Pogosto se glifosat razpršuje po mestnih pločnikih, po ulicah in po razpokah na pločnikih, kjer se plevel pogosto zarašča. Okoli 24 % glifosata, ki se naprši na trdna tla, odteče z vodo, zato je uporaba v naseljih eden od glavnih vzrokov za onesnaženje površinskih voda z glifosatom. Glifosat uporabljajo tudi za uničevanje plevela na železniških progah in za odstranjevanje nezaželenega vodnega rastlinstva. Od leta 1994 dalje se glifosat uporablja za škropljenje nasadov koke v Kolumbiji; maja 2015 je Kolumbija napovedala, da bo zaradi zaskrbljenosti glede strupenosti kemikalije za ljudi oktobra tega leta v teh programih nehala uporabljati glifosat.
Glifosat se ne uporablja samo kot herbicid, temveč tudi kot sredstvo za izsušitev pridelka (sikacijo); tako se na primer poveča koncentracija saharoze v sladkornem trstu. Če se glifosat naprši na rastline (npr. na žito, ječmen, oves) tik pred žetvijo, je vpliv podoben kot pri sikantih: mrtva rastlina se osuši hitreje in enakomerneje. Tako posušeno polje je laže in hitreje požeti, kar pomeni za kmeta prihranek v času in denarju, posebnega pomena v severnejših zemljepisnih širinah, kjer je obdoje rasti in zorenja kratko. . Če je odmerek sredstva nepravilen, lahko zrna vsebujejo pretirano raven sledi, tako da pridelka ni mogoče prodati.

## Formulacije in trgovska imena
Glifosat tržijo v ZDA in drugje po svetu številna agrokemična podjetja, v različnih koncentracijah, z različnimi adjuvansi in pod številnimi zaščitenimi imeni, kot so Roundup Ultra® (Monsanto), Glyphomax® (Dow AgroSciences), Silhouette® (Cenex/Land O’Lakes), Rattler® (Helena Chemical) (Riverside/Terra) in Touchdown® (Zeneca). Na trgu v ZDA se trenutno nahaja več kot 750 izdelkov na osnovi glifosata. Leta 2012 je bila približno polovica celotne svetovne porabe glifosata namenjena konvencionalnim pridelkom; Tihomorska Azija je bil največji in najhitreje rastoči trg. Kitajska je s približno 30 % svetovnega izvoza največji svetovni proizvajalec glifosata in njegovih predhodnikov. Ključni proizvajalci so Anhui Huaxing Chemical Industry Company, BASF, Bayer CropScience, Dow AgroSciences, DuPont, Jiangsu Good Harvest-Weien agrochemical Company, Monsanto, Nantong Jiangshan agrochemicals & Chemicals Co., NUFARM Limited, SinoHarvest, Syngenta, in Zhejiang Xinan Chemical Industrial Group Company. V Sloveniji ga pod imenom Boom Efekt proizvaja Pinus TKI iz Rač.
Monsanto je glifosat kot sredstvo za uničevanje plevela patentiral v zgodnjih 70-ih letih, prvi komercialni proizvod pod imenom Roundup pa je dal na trg leta 1974. V ZDA si je podjetje pridržalo izključne pravice vse do septembra 2000, ko je patent prenehal veljati.
Glifosat je kisla molekula, zato se uporablja njena sol, kar izboljša privzem v rastline. Kot protiion oz. bazični del se najpogosteje uporabljajo izopropilamin, diamonij, monoamonij ali kalij. Nekatere blagovne znamke vsebujejo več kot eno sol. Določena podjetja navajajo vsebnost v proizvodu kot kislinski ekvivalent (ae) glifosatne kisline, druga navajajo skupno količino soli, tj. aktivne sestavine (AI - active ingredient) in baze, nekatera pa oboje. Za primerjavo uspešnosti različnih pripravkov je treba vedeti, po kakšni formulaciji se izdelki pripravljajo, saj bazični del ne prispeva k zatiranju plevela, in ker imajo različne soli različno molekulsko maso (kar spremeni količinsko razmerje med kislino in bazo), je kislinski ekvivalent za opis in primerjavo med koncentracijami natančnejša metoda.
Nekaterim izdelkom dodajo pomožna površinsko aktivna sredstva (adjuvansi), kot so surfaktanti, ki zmanjšujejo površinsko napetost nanesene kapljevine in omogočajo boljšo porazdelitev učinkovine. Obremenitev z adjuvansom se nanaša na količino adjuvansa, ki je že dodan glifosatnemu izdelku. Polno obremenjeni izdelki vsebujejo vse potrebne adjuvanse, med drugim tudi surfaktante; nekateri izdelki pomožnih snovi ne vsebujejo, drugi spet vsebujejo le omejeno (minimalno ali delno) količino adjuvansa, tako da je treba pred uporabo primešati površinsko aktivne snovi. Leta 2000 je bilo za potrebe v komercialnem kmetijstvu voljo več kot 400 komercialnih dodatkov, ki jih je proizvajalo več kot 34 različnih podjetij.
Izdelki so najpogosteje na voljo v koncentracijah 120, 240, 360, 480 in 680 g/L učinkovine. Najpogostejši pripravek v kmetijstvu je 360 g/L, brez dodatkov ali pa z dodanimi površinsko aktivnimi sredstvi.

### Monsanto
Monsanto je uporabo glifosata kot sredstva za zatiranje plevela razvil in patentiral na začetku sedemdesetih let in ga dal prvič na trg leta 1974 pod imenom Roundup. Prvotni patent je sicer leta 1991 prenehal veljati, vendar je Monsanto v ZDA zadržal ekskluzivne pravice do septembra 2000, ko je prenehal veljati patent za izopropilaminsko sol. Leta 2009 je prodaja teh herbicidnih izdelkov znašala le 10 % prihodkov Monsanta, v prvi vrsti zaradi konkurence v obliki drugih herbicidov na osnovi glifosata; izdelki Roundup (med njimi so tudi gensko spremenjena semena) pa so predstavljali okoli bruto dohodka. Aktivna učinkovina Monsantovih herbicidov je izopropilaminska sol glifosata. V nekaterih recepturah je tudi pomemben surfaktant polietoksiliran lojni amin.
Monsanto tudi izdeluje seme, ki zraste v gensko spremenjene rastline, ki so tolerantne do glifosata. Geni v teh izdelkih so patentirani. Te vrste posevki omogočajo poljedelcu, da z glifosatom zatira plevel med rastjo pridelka. Soja je bila prva gensko spremenjena rastlina z odpornostjo proti glifosatu. Leta 2003 je Monsanto patentiral uporabo glifosata pri zatiranju zajedavcev. Leta 2017 je Monsanto dal na trg recepturo Roundup brez glifosata, kot herbicid za travnike.

## Strupenost
Glifosat je ena od učinkovin v herbicidnih pripravkih, ki snov vsebujejo. Komercialni pripravki glifosata poleg njegove soli vsebujejo dodatke, kot so surfaktanti, ki se po naravi in koncentraciji med seboj razlikujejo. Toksikologi so zato glifosat preučevali kot samostojno spojino in pa kot sestavino različnih pripravkov.
Po smernicah WHO za kvaliteto pitne vode (četrta izdaja, 2011) je vsebnost preostankov glifosata v pitni vodi daleč pod vrednostmi, ki so za zdravje nevarne. ADI, dopustni dnevni vnos, je v EU največ  0,3 mg/kg. AOEL - dopustna izpostavljenost izvajalca varstva rastlin  - znaša 0,2 mg/kg telesne teže. IC50, 50-odstotna vrednost maksimalne inhibitorne koncentracije, za progesteron pa leži pri mišjih kulturah po eni od študij za Roundup pri 24,4 mg/l.

### Glifosat samostojno

#### Ljudje
Obstajajo omejeni dokazi, da izpostavljenost velikim količinam glifosata lahko pri ljudeh poveča tveganje za raka, vendar zanesljivega dokaza za takšno tveganje zaradi običajne uporabe, na primer na domačem vrtu, ni.
Pregledni članek za leto 2014 je poročal o signifikantni povezanosti med limfomom celic B in poklicno izpostavljenostjo glifosatu. Marca 2015 je Mednarodna agencija za raziskave raka Svetovne zdravstvene organizacije glifosat na osnovi epidemioloških raziskav, študij na živalih, in poskusov in vitro glifosat razvrstila v kategorijo 2A, to je kot snov, ki je »za ljudi verjetno rakotvorna«. V letu 2016 pa je skupno srečanje strokovne skupine Združenih narodov (FAO) za ostanke pesticidov v živilih in okolju ter osrednje skupine Svetovne zdravstvene organizacije za oceno ostankih pesticidov zaključilo, da je na podlagi razpoložljivih dokazov »malo verjetno, da bi zaradi izpostavljenost prek prehrane glifosat za ljudi predstavljal nevarnost za raka«.

#### Drugi sesalci
Za glifosat se šteje, da je za sesalce »nizko do zelo nizko toksičen«. Smrtni odmerek (LD50) glifosata je 5.000 mg / kg za podgane, 10.000 mg / kg za miši in 3530 mg / kg za koze. Akutni kožni odmerek LD50 pri kuncih je nad 2 g / kg. LD 50s pri sesalcih se šteje za nizko do zelo nizko strupenost. Znaki zastrupljenja z glifosatom se pri živalih običajno pojavijo pol ure do 2 uri po zaužitju dovolj velike doze, med drugim gre sprva za razdražljivost in tahikardijo, ataksijo, depresijo in bradikardijo, pri resnejših primerih pa se lahko sprevržejo v kolaps in krče.
Pregled neobjavljenih kratkoročnih testov na zajcih s prehranjevanjem poroča o resnih zastrupitvah pri 150 mg / kg / dan, z odmerki »brez opaznih neželenih učinkov« (NOAEL) med 50 do 200 mg / kg / dan. 
Glifosat ima lahko rakotvorne učinke pri sesalcih (ne-ljudeh). Med drugim gre za povečano pogostnost karcinoma ledvičnih tubul in hemangiosarkoma pri mišjih samcih, in povečan adenom otočkov v trebušni slinavki pri podganjih samcih.
Herbicidi, ki temeljijo na glifosatu, lahko pri sesalcih povzročijo smrtno nevarne aritmije. Dokazano je tudi, da te vrste herbicidi povzročajo neposredne elektrofiziološke spremembe v kardiovaskularnih sistemih podgan in kuncev.

#### Vodna favna
Za sladkovodne nevretenčarje (vrste neopredeljene) ima glifosat 48-urno LC 50 v območju od 55 do 780 dnm. 96-urna LC 50 je 281 dnm za skalne kozice vrste Palaemon vulgaris in 934 dnm za rakovice vrste Uca pugilator. Na osnovi teh vrednosti naj bi glifosat bil »rahlo strupen do praktično nestrupen«

#### Protimikrobna dejavnost
Protimikrobno dejavnost glifosata je mikrobiološka literatura opisala ob njegovem odkritju leta 1970, opis njegovega mehanizma v letu 1972. Učinkovitost je bila opisana za številne bakterije in glive. Glifosat lahko kontrolira rast apikompleksnih zajedavcev, kot so Toxoplasma gondii, Plasmodium falciparum in Cryptosporidium parvum, tako da se je obravnaval kot protimikrobno sredstvo pri sesalcih. Pri nekaterih vrstah Rhizobium, ki so pri soji pomembne za vezavo dušika, lahko pride, posebno še pod stresom vlage, do inhibicije.

#### Organizmi v tleh
Ko pride glifosat v stik s tlemi, se lahko veže na delce v njih, kar upočasni njegovo razgradnjo. Kmetje so zaznali spremembe v teksturi tal: zemlja je bila bolj zbita, na koreninah koruze je bilo videti manj vozličev. V blatu iz čistilnih naprav nevezani glifosat razgradijo bakterije. Ostanki glifosata in njegovega razpadnega produkta AMPA so po ustaljenem mnenju toksikološko in okoljsko veliko bolj prijazni, kot je večina herbicidnih nadomestkov za glifosat. Meta analiza iz leta 2016 je zaključila, da pri tipični uporabi glifosat ni vplival na mikrobiološko biomaso tal ali respiracijo. 297/5000 V pregledu leta 2016 je bilo ugotovljeno, da so v različnih poskusih ugotovili neenotne učinke glifosata na deževnike; na nekatere vrste snov ni vplivala, spet druge pa so izgubile težo ali pa se izogibale s snovjo obdelani prsti. Da se ugotovi vpliv glifosata na deževnike v zapletenih sistemih, so potrebne dodatne raziskave.

### Pripravki na osnovi glifosata
Pripravki na temelju glifosata lahko vsebuje številne dodatke, ki se razumejo kot poslovna skrivnost. Površinsko aktivne snovi se uporabljajo v herbicidnih pripravkih kot vlažila, ker povečujejo pokritost in pomagajo herbicidu ali herbicidom prodreti v liste rastlin. Kot adjuvansi za kmetijstvo so površinsko aktivne snovi že kot primes prisotne v komercialnih pripravkih, kot je Roundup, ali pa jih je mogoče kupiti ločeno in primešati (v rezervoarju) na kraju samem.
Polietoksilirani lojev amin (POEA) je površinsko aktivno sredstvo, uporabljeno v prvotni formulaciji Roundup; običajno se uporablja tudi dandanes. Različne verzije Roundupa so vsebovale različne odstotke POEA. Čeprav Monsanto v Podatkih o izdelku ne navaja površinsko aktivnih snovi in njihovih deležev, je poročilo vlade ZDA iz leta 1997 navedlo za Roundup 15 % POEA in za Roundup Pro 14,5 %. Pregled literature, ki ga je objavila EPA leta 1997, je ugotovil, da je POEA je za ribe in dvoživke bolj strupen kot pa glifosat sam.

#### Ljudje
V pregledu iz leta 2000 je bilo ugotovljeno, da »v sedanjih pogojih in pri pogojih, ki se pričakujejo v novih uporabah, ni možnosti, da bi Herbicid Roundup pomenil tveganje za zdravje ljudi« Pregledni članek Evropske unije iz leta 2002  je prišel do istega zaključka.
Meta-analiza iz leta 2012 vseh epidemioloških študij o izpostavljenosti pripravkom na osnovi glifosata ni pokazala nobene povezave s katero koli vrsto raka.  Leta 2013 je nemški Institut za oceno tveganja objavil sistematični pregled epidemioloških študij delavcev, ki uporabljajo pesticide in ki so bili izpostavljeni glifosatnim formulacijam; naletel ni na nobeno pomembno ogrožanje, poleg tega je komentiral, da so »dostopni podatki protislovni in daleč od tega, da bi bili prepričljivi«:Volume 1, p64-66 Vendar pa je leta 2014 meta-analiza istih raziskav ugotovila korelacijo med poklicno izpostavljenostjo pripravkom na osnovi glifosata in povečanemu tveganju za  limfom celic B, to najpogostejšo vrsto ne-Hodgkinovega limfoma. Delavci, izpostavljeni glifosatu, so imeli približno dvakrat višjo verjetnost,da zbolijo za B celičnim limfomom.
Kako akutna je strupenost, je odvisno od odmerka; izpostavljenost kože pripravkom za neposredno uporabo lahko povzroči razdraženje in občasno so poročali o kontaktnem dermatitisu. Ti učinki so verjetno posledica konzervansa benzizotiazolin-3-on. Hude opekline kože so zelo redke. Vdihavanje je manj pogosta pot izpostavljenosti, lahko pa razpršena megla povzroči slabe občutke, neprijeten okus v ustih in mravljince in razdraženo grlo. Izpostavljenost očesu lahko privede do blagega vnetja roženice. Lahko pride do površinske poškodbe roženice, če se oči ne izplakne takoj ali pa premalo. Poročali so o smrti zaradi namerno previsokega odmerka.  Zaužitje 85 do 200 ml izdelka Roundup (v obliki 41 % raztopine) je povzročilo smrt po nekaj urah, obstajajo pa tudi primeri, kjer doza 500 ml ni imela več kot samo mile oziroma zmerne učinke. .Zaužitje več kot 85 ml koncentriranega izdelka lahko povzroči resne simptome pri odraslih, tako opekline zaradi jedkosti, pa tudi poškodbe ledvic in jeter. Bolj resni primeri kažejo znake kot so »respiratorna stiska, zmanjšana zavest, pljučni edem, infiltracija na rentgenski sliki prsnega koša, šok, aritmija, odpoved ledvic, ki zahteva hemodializo, presnovna acidoza in hiperkaliemija«; preden nastopi smrt, pogosto pride do bradikardije in ventrikularne aritmije.

#### Druge živali
2000 Pregled ekotoksikoloških podatkov o Roundupu iz leta 2000 navaja najmanj 58 študij o učinkih Roundupa na različne organizme. Ta pregled je prišel do zaključka, da »... je za uporabo Roundupa na kopnem pričakovati minimalno akutno in kronično tveganje, kar se možne izpostavljenosti ne-ciljnih organizmov tiče«.
V študijah vpliva na sposobnost razmnoževanja pri podganah in kuncih niso opazili škodljivih učinkov na matere ali potomstvo pri odmerkih pod 175–293 mg / kg telesne teže na dan.

#### Ribe
Monsanto in druga podjetja proizvajajo izdelke z glifosatom, ki vsebujejo alternativne površinsko aktivne snovi, posebej pripravljene za vodno uporabo, kot je na primer Monsantov »Biactive« in »AquaMaster«. Pripravki na osnovi glifosata so za dvoživke in ribe veliko bolj strupeni kot pa glifosat sam. V vodnih okoljih ima POEA daljšo razpolovno dobo (21–42 dni) kot pa glifosat (7–14 dni).

#### Dvoživke
Nekateri raziskovalci so izrazili mnenje, da se zaradi njihovega načina življenja učinki pesticidov na dvoživke lahko razlikujejo od učinkov na druge živalske vrste; dvoživke so lahko da bolj občutljive za strupenost pesticidov, saj se pogosto raje razmnožujejo v plitvih, stoječih in obrobnih vodah. Ti habitati formalno ne spadajo med vode, lahko pa v primerjavi z večjimi vodnimi telesi vsebujejo višje koncentracije pesticidov. Študije različnih dvoživk so dokazale, da so pripravki, ki vsebujejo POEA, za ličinke dvoživk strupeni. Znaki strupenosti so med drugim motnje v morfologiji škrg in smrtnost zaradi izgube osmotske stabilnosti ali zaradi zadušitve. Pri subletalnih koncentracijah je izpostavljenost POEA ali zmesem glifosata / POEA povezana z znaki kot so zapoznel ali pospešen razvoj, manjša velikost ob preobrazbi, napake v razvoju repa, ust, oči in glave, histološki znaki spolnih sprememb in simptomi oksidativnega stresa
Študija različnih formulacij glifosata iz leta 2003 je ugotovila, da so »ocene tveganja na podlagi ocenjenih in izmerjenih koncentracij glifosata, do katerih bi prišlo pri nadzoru nad nezaželenimi rastlinami v mokriščih in nad-vodnih razmerah pokazale, da je tveganje za vodne organizme zanemarljivo ali majhno pri količinah pod 4 kg / ha in le nekoliko povečano pri količinah 8 kg / ha.« Upoštevati pa je še en vidik na tem področju, namreč da so dvoživke še posebej občutljive na učinke POEA, še posebej zato, ker imajo za razmnoževanje raje plitve, stoječe, obrežne vode, ki na poljedelskih območjih pogosto vsebujejo višje ravni POEA. Pri pripravkih na osnovi glifosata so ugotovili resne subletalne učinke na vodne živali.
Meta-analiza iz leta 2013 je pregledala razpoložljive podatke v zvezi z možnimi vplivi herbicidov na osnovi glifosata na dvoživke. Po mnenju avtorjev uporaba herbicidov na osnovi glifosata ne more biti glavni vzrok za padec pri dvoživkah; do večine zmanjšanj je prišlo pred široko uporabo glifosata ali v nedotaknjenih tropskih območjih z minimalno izpostavljenostjo glifosatu. Avtorji so priporočili nadaljnje raziskave kronične toksičnosti različnih živalskih vrst v razvojni fazi, in sicer na okoljskih ravneh glifosata, poleg tega nadaljnjo analizo podatkov, pomembnih za odgovor na vprašanje, kakšno (če sploh kakšno) vlogo igra glifosat pri upadu v dvoživkah po celem svetu - dvoživke bi bilo smiselno dodati v portfolio standardiziranih testov.

#### Druga vodna fauna
Pripravki na osnovi glifosata lahko povzročijo oksidativni stres pri žabjih paglavcih in pacifiških ostrigah.

#### Učinek na zdravje rastlin
Avtorji naslednjega članka  v »Crop science« so dokazali korelacijo med povečano ravnjo okužbe pšenice s snetjo Fusarium in uporabo glifosata, vendar »zaradi narave te študije ni bilo mogoče ugotoviti, ali gre pri predhodni uporabi GF (glifosat formulacij) in pojavu FHB za vzročno odvisnost«. Druge raziskave so ugotovile vzročno razmerje med glifosatom in zmanjšano odpornostjo proti bolezni. Uporaba glifosata vpliva na pogostnost raznih vrst endofitnih bakterij v rastlinah gostiteljicah..

#### Endokrine motnje
Leta 2007 je EPA izbrala glifosat za nadaljnji pregled v okviru programa Presevanje endokrinih disruptorjev (EDSP - Endocrine Disruptor Screening Program). Izbor za ta program temelji na razširjenosti uporabe snovi in sam po sebi ne predstavlja konkretnega suma na endokrino delovanje. 29. junija 2015 je EPA v Zaključku Dela I EDSP objavila za glifosat priporočilo, da se snovi ne vključi v Del II programa. Tako imenovani Sklep na osnovi teže dokazov pravi, da »... ni prepričljivih dokazov za možnost interakcije z estrogenskimi, androgenskimi in ščitničnimi potmi«.

#### Genetske okvare
Več projektov  mutagenskih učinkov ni ugotovilo., tako da se glifosat ne nahaja v podatkovnih bazah Agencije za zaščito okolja ZDA (EPA) in Mednarodne agencije za raziskave raka (IARC). Obstajajo tudi raziskave, po katerih je glifosat lahko da mutagen. Monografija IARC navaja, da pripravki na temelju glifosata pri več pomembnejših živalskih taksonih povzročajo in vitro  prelome v verigi DNA.

## Vladna stališča in stališča organizacij

### Evropska agencija za varnost hrane
Sistematični pregled iz leta 2013, ki ga je s strani nemški inštitut za oceno tveganja (BfR) opravil v okviru pregleda EFSA, vključuje oceno epidemioloških študij, živalskih testov in in vitro študij; v zaključku pravi, da razvrstitev med rakotvorne snovi in temu ustrezno označevanje nista upravičena, zato razvrstitve med rakotvorne snovi, bodisi v razred 1A bodisi 1B, ne priporoča.:Volume 1, p139, see also 34–37 Poročilo EFSA je bilo objavljeno marca 2014 in do maja 2014 je bilo možno odgovoriti nanj  Ker ponovne vrednotenje kasni zaradi razlogov, na katere v postopek vpletene stranke nimajo nobenega vpliva, je komisija EU 20. oktobra 2015 prvotno do konca 2015 veljavno odobritev podaljšala do 30. junija 2016.
EFSA je 12. Novembra 2015 objavila povzetek toksikološkega ovrednotenja glifosata. Po na novo opravljeni oceni EPSA ni verjetno, da bi glifosat predstavljal nevarnost za nastanek raka pri ljudeh. V zaključkih ocene predlaga nov varnostni ukrep za zaostritev nadzora nad ostanki glifosata v hrani. Ugotovitev bo del argumentacije Evropske komisije glede vprašanja, ali glifosat dalje ostane na seznamu v EU odobrenih aktivnih snovi, ravno tako bo del zahtev glede ponovnih varnostnih ocen za uporabo pesticidov v državah članicah.Ocena EPSA, da glifosat za ljudi z vidika rakotvornosti ni nevaren, je naletela na kritiko strokovnjakov in znanstvenikov s področja prehrane, kot tudi uradnih krogov v ZR Nemčiji, saj predlog za podaljšanje ignorira ugotovitve in sklepe IARC.
V EU je uporaba glifosata dovoljena. Sprejemljivi dnevni vnos (ADI) znaša 0,3 in dopustna izpostavljenost izvajalca varstva rastlin (AOEL) 0,2 Miligrama na kilogram telesne teže in na dan. Omejitve mejnih vrednostih za ostanke v hrani so vedno povezane z učinkovino/kombinacijo kultur in upoštevajo pri tem konkretno vrsto uporabe. Za glifosat so tako mejne vrednosti postavljene glede na kulturo in na vrsto uporabe. Mejna vrednost za uporabo kot sredstvo za uničevanje plevela v žitnih pridelkih znaša na primer za riž in ajde 0,1 mg na kilogram pridelka. Če se glifosat uporablja kot sikant pred žetvijo pridelka, velja za pšenico in rž, mejna vrednost za ostanek snovi 10 mg na kilogram pridelka.
Sedanje dovoljenje EU je bila podeljeno leta 2002 in prvotno naj bi se izteklo 31. decembra 2015. V okviru rednega pregleda odobritev za učinkovine v pesticidih je nemški Zvezni inštitut za oceno tveganja (BfR) decembra 2013 objavil svojo oceno tveganja za zdravje. Analiza številnih novih študij pri laboratorijskih živalih ni ugotovila nobenih znakov rakotvornosti, škodljivih učinkov za plodnost ali mutagenosti glifosata. Po novi oceni ni bilo nobenih razlogov za spremembe v mejnih vrednostih. 
Februarja 2015 so na srečanju strokovnjakov v EFSA predstavili revidirano poročilo Zveznega inštituta za oceno tveganja (BFR), ki je bilo namenjeno oceni glifosata glede nevarnosti za zdravje. Poročilo je BfR kasneje ponovno dopolnil, med drugim s tabelami in uredniškimi spremembami, ki naj bil razjasnile nekatera vprašanja. BfR je to dodano spremenjeno različico poročila 1. aprila 2015 poslal Zveznemu uradu za varstvo potrošnikov in varnost hrane (BVL) za dostavo EFSA in s tem zaključil svojo predhodno delo v odobritvenem procesu EU
20. oktobra 2015 je Komisija EU dovoljenje, ki se konec leta 2015 izteklo, podaljšala do 30. junija 2016, glede na to, da je nova ocena kasnila iz razlogov, na katere naročnik ocene ni imel nobenega vpliva.  EFSA je 12. novembra 2015 objavila povzetek toksikološke ocene glifosata.  V pristojnih gremijih držav članic EU ni bilo mogoče najti zanesljive večine niti za niti proti novemu dovoljenju, tako da je junija 2016 Komisija EU bila primorana, veljavnost starega dovoljenja podaljšati za nadaljnjih 18 mesecev do konca 2017.
Januarja 2017 je Evropska komisija obvestila javnost o Evropske državljanski pobudi  »Prepovejmo glifosat ter obvarujmo ljudi in okolje pred strupenimi pesticidi«, ki Evropsko komisijo poziva, naj državam članicam predlaga prepoved glifosata, izvede reformo postopka odobritve pesticidov in za celotno EU določi zavezujoče cilje glede zmanjševanja uporabe pesticidov.

### Agencija za zaščito okolja ZDA
Agencija za zaščito okolja ZDA v zadnjem pregledu glifosata leta 1993 meni, da glifosat ni rakotvoren in da ima relativno nizko dermalno in oralno akutno strupenost. EPA je preverila model »za najslabši primer« nevarnosti pri prehrani posameznika, ki se vse življenje hrani v celoti s pridelki s škropljenih polj, z ostanki glifosata na najvišjih ravneh. Ta model je nakazal, da pod takimi pogoji ni pričakovati zdravju škodljivih posledic. Marca 2015 je EPA bila na tem, da ponovni preveri toksičnost glifosata.

### Svetovna zdravstvena organizacija
Marca 2015 je Mednarodna agencija za raziskave raka objavila povzetek nastajajoče monografije o glifosata, ki snov razvršča med »verjetno rakotvorne za ljudi« (kategorija 2a). Na temelju epidemioloških študij, testov na živalih, in in vitro preizkusov ugotavlja IARC, da obstajajo »omejeni dokazi« za rakotvornost glifosata pri ljudeh (nevarnost za ne-Hodgkinove limfome). Nemški inštitut za oceno tveganja je odgovoril, da je delovna skupina pregledala le izbor virov, ki jih je bila pregledala dotlej, in pri tem argumentiral, da druge študije, med njimi pogosto citirana kohortna študija »Zdravje v kmetijstvu« (Agricultural Health Study) razvrstitve ne podpira. Poročilo IARC ni vključilo nemške zakonodajne študije, objavljene decembra 2014, tudi ne raziskav, ki jih je financirala industrija. IARC poleg tega tudi ne ocenjuje tveganja, njen cilj je klasificirati nevarnost za raka in »nekaj pozitivnih ugotovitev lahko zadošča, da se nevarnost objavi, kljub drugim študijam z negativnim izidom.«

## Učinki uporabe

### Odpornost
Odpornost se razvije potem, ko je bila populacija plevela podvržena intenzivnemu selektivnemu pritisku v obliki ponavljajočih se odmerkov enega in istega herbicida. Proti herbicidu odporen plevel so imenovali »super plevel«. Prvi dokumentirani primeri odpornosti plevela proti glifosatu so se pojavili v Avstraliji leta 1996, šlo je za togo ljuljko (Lolium rigidum), na področju Orange, New South Wales. Leta 2006 so kmečka združenja poročala o 107 biotipih plevela med 63 vrstami plevela, ki so kazale odpornost proti herbicidom. Leta 2009 so v Kanadi odkrili prvo odporno travo (ambrozija velikanka), za 15 plevelnih vrst so tedaj potrdili, da so odporne proti glifosatu. Leta 2010 je v 22 državah. ZDA bilo prizadetih 28.000 to 40.000 km2, to je okoli 5 % s koruzo, sojo, in bombažem zasajene površine. Leta 2012 je Charles Benbrook poročal o 22 v ZDA odkritih vrstah super plevela, okuženih je bilo več kot 5,7 milijona ha; raziskava Dow AgroSciences poroča o 40 milijonih ha Leta 2014 je na Mednarodnem seznamu na herbicide odpornega plevela najti 211 proti glifosatu odpornih rastlin.
V odgovor na odporni plevel so kmetje odstranjevali plevel ročno, s traktorji orali zemljo med poljščinami in poleg glifosata uporabljali še druge herbicide.
V zbirki odpornih plevelov Monsanta je najti rastline, ki imajo do 160 dodatnih kopij gena za EPSPS , to je gena za encim, ki moti glifosat.

#### Palmerjev amarant
Leta 2004 so v Georgiji odkrili varianto Amaranthus palmeri, ki je odporna na glifosat; odkritje so leta 2005 potrdili. Leta 2005 so odporno vrsto odkrili tudi v Severni Karolini. Obširna raba pridelkov Roundup Ready je povzročila izjemen selekcijski pritisk, na katerega je plevel reagiral z odpornostjo proti herbicidu. Ta variacija plevela je sedaj razširjena po vsem jugovzhodu Združenih držav. O primerih so poročali tudi v Teksasu in Virginiji.

#### Conyza
Conyza bonariensis in Conyza canadensis sta vrsti plevela, prfi katerih je nedavno videti znake odpornosti proti glifosatu. Poročilo o trenutnem stanju odpornosti proti glifosatu v Južni Ameriki iz leta 2008 je prišlo do zaključka, da »je razvoj odpornosti posledica intenzivne uporabe glifosata« in da sejanje soje, ki je odporana proti glifosatu, samo še spodbuja povečano rabo glifosata. V rastni sezoni 2015 se je na rastiščih Nebraske pot posebno problematičen izkazala proti glifosatu odporna hojica (Conyza canadensis)

#### Ljuljka
Proti glifosatu odporna ljuljka (Lolium) je prisotna na večini kmečkih površin v Avstraliji in drugje po svetu. Za vse primere nastale odpornosti proti glifosatu v Avstraliji je bilo značilna intenzivna uporaba herbicida, ne da bi se pri tem uporabljale druge učinkovite metode kontrole nad plevelom. Raziskave kažejo, da odporna ljuljka ne tekmuje dobro z neodpornim rastlinjem in da njena pogostnost lahko upade, če se glifosat ne uporablja.

#### Johnsonova trava
Proti glifosatu odporno Johnsonovo travo (Sorghum halepense) so našli med proti glifosatu odpornimi posevki soje na severu Argentine.

### Metulj monarh
Uporaba glifosata za plevel ob cestah in poljih je privedla do upada v populacijah monarha v severozahodnih ZDA. Uporaba herbicida je zmanjšala delež plevela za 58 %, pri tem pa povzročila padec za 81 % v številu metuljev. Komite za zaščito naravnih virov (NRDC - Natural Resources Defense Council) je lerta 2015 vložil tožbo proti EPA, ker je mnenja, da se agencija ni zmenila za opozorila o nevarnostih uporabe glifosata za monarhe.

## Gensko spremenjeni pridelki
Monsanto proizvaja tudi semena, ki so v odraslem obdobju gensko tolerantne do glifosata. Geni v teh semenih so patentirani. Takšne rastline kmetom omogočajo uporabiti glifosat kot postemergenčni herbicid, ki uničuje večino širokolistnih in žitnih plevelov. Soja je bila prvi na glifosat odporen pridelek.Nekateri mikroorganizmi imajo različico encima 5-enolpiruvoil-piruvilšikimat-3-fosfat sintaze (EPSPS), ki je odporna proti zavirajočem vplivu glifosata. Različico encima, ki sta bila odporna na glifosat, pa še vedno dovolj učinkovita za zadovoljivo rast rastline, so po številnih poskusih in napakah odkrili Monsantovi znanstveniki v sevu CP4 bakterije Agrobacterium , ki je uspevala v odpadni veji obrata za proizvodnjo glifosata.:56 Ta gen CP4 EPSPS so klonirali in transficirali v sojo.. Leta 1996 je gensko spremenjena soja prišla na trg. Na voljo so trenutno med drugim tudi naslednji proti glifosatu odporni pridelki; soja, koruza, repna ogrščica, alfalfa in bombaž. Pšenica je še v fazi razvoja.
Gensko spremenjene poljščine so postale običaj v Združenih državah Amerike. Leta 2015 je bilo med poljščinami ZDA 89 % polj za koruzo, 94 % za sojo in 89 % za bombaž posejanih z gensko spremenjenimi, to je proti herbicidom odpornimi semeni.